# Herrarnas C-2 500 meter i kanotsport vid olympiska sommarspelen 2008
Herrarnas C-2 500 meter vid olympiska sommarspelen 2008 hölls på Shunyi Olympic Rowing-Canoeing Park i Peking. 

## Medaljörer
| Gren           | Guld                            | Silver                                     | Brons                                     |
| C-2, 500 meter | Kina Meng Guanliang Yang Wenjun | Ryssland Sergej Ulegin Aleksandr Kostoglod | Tyskland Christian Gille Thomasz Wylenzek |

## Resultat

### Heat

#### Heat 1
| Placering | Kanotister                          | Land      | Tid      | Noteringar |
| --------- | ----------------------------------- | --------- | -------- | ---------- |
| 1         | Meng Guanliang, Yang Wenjun         | Kina      | 1:41.218 | QF         |
| 2         | Sergej Ulegin, Aleksandr Kostoglod  | Ryssland  | 1:41.241 | QF         |
| 3         | Daniel Jędraszko, Roman Rynkiewicz  | Polen     | 1:42.309 | QF         |
| 4         | Raimundas Labuckas, Tomas Gadeikis  | Litauen   | 1:42.803 | QS         |
| 5         | Dejan Georgiev, Adnan Aliev         | Bulgarien | 1:43.428 | QS         |
| 6         | Matyas Safran, Mihaly Zoltan Safran | Ungern    | 1:43.642 | QS         |
| 7         | Serguey Torres, Karel Aguilar       | Kuba      | 1:44.155 | QS         |
| 8         | Everardo Cristóbal, Dimas Camilo    | Mexiko    | 1:54.090 | QS         |

#### Heat 2
| Placering | Kanotister                                 | Land      | Tid      | Noteringar |
| --------- | ------------------------------------------ | --------- | -------- | ---------- |
| 1         | Christian Gille, Thomas Wylenzek           | Tyskland  | 1:41.513 | QF         |
| 2         | Andrej Bahdanovitj, Aljaksandr Bahdanovitj | Belarus   | 1:41.767 | QF         |
| 3         | Serhij Bezuhlyj, Maksym Prokopenko         | Ukraina   | 1:42.054 | QF         |
| 4         | Iosif Chirila, Andrei Cuculici             | Rumänien  | 1:42.306 | QS         |
| 5         | Andrew Russell, Gabriel Beauchesne-Sevigny | Kanada    | 1:43.189 | QS         |
| 6         | Bertrand Hemonic, William Tchamba          | Frankrike | 1:43.453 | QS         |
| 7         | Qajsar Nurmaghambetov, Aleksej Djadtjuk    | Kazakstan | 1:45.730 | QS         |

### Semifinal
| Placering | Kanotister                                 | Land      | Tid      | Noteringar |
| --------- | ------------------------------------------ | --------- | -------- | ---------- |
| 1         | Iosif Chirila, Andrei Cuculici             | Rumänien  | 1:42.545 | QF         |
| 2         | Dejan Georgiev, Adnan Aliev                | Bulgarien | 1:42.891 | QF         |
| 3         | Andrew Russell, Gabriel Beauchesne-Sevigny | Kanada    | 1:42.921 | QF         |
| 4         | Raimundas Labuckas, Tomas Gadeikis         | Litauen   | 1:43.299 |            |
| 5         | Serguey Torres, Karel Aguilar              | Kuba      | 1:43.673 |            |
| 6         | Bertrand Hemonic, William Tchamba          | Frankrike | 1:43.874 |            |
| 7         | Qajsar Nurmaghambetov, Aleksej Djadtjuk    | Kazakstan | 1:44.992 |            |
| 8         | Matyas Safran, Mihaly Zoltan Safran        | Ungern    | 1:45.032 |            |
| 9         | Everardo Cristóbal, Dimas Camilo           | Mexiko    | 1:48.853 |            |

### Final
| Placering | Kanotister                                 | Land      | Tid      | Noteringar |
| --------- | ------------------------------------------ | --------- | -------- | ---------- |
|           | Meng Guanliang, Yang Wenjun                | Kina      | 1:41.025 |            |
|           | Sergej Ulegin, Aleksandr Kostoglod         | Ryssland  | 1:41.282 |            |
|           | Christian Gille, Thomas Wylenzek           | Tyskland  | 1:41.964 |            |
| 4         | Andrej Bahdanovitj, Aljaksandr Bahdanovitj | Belarus   | 1:41.996 |            |
| 5         | Andrew Russell, Gabriel Beauchesne-Sevigny | Kanada    | 1:42.450 |            |
| 6         | Iosif Chirila, Andrei Cuculici             | Rumänien  | 1:43.195 |            |
| 7         | Dejan Georgiev, Adnan Aliev                | Bulgarien | 1:43.971 |            |
| 8         | Serhij Bezuhlyj, Maksym Prokopenko         | Ukraina   | 1:44.157 |            |
| 9         | Daniel Jędraszko, Roman Rynkiewicz         | Polen     | 1:44.389 |            |